# Union Sportive Monastirienne
El US Monastir (en árabe: الاتحاد الرياضي المنستيري‎, conocido también como USM o USMonastir) es un club de fútbol de Túnez de la ciudad de Monastir. Fue fundado en 1923 y juega en la CLP-1.

## Palmarés
- Copa de Túnez 1

2020
- Supercopa de Túnez 1

2020
- Subcampeón de Liga Profesional de Túnez: 1

2022 , 2024 , 2025

## Participación en competiciones de la CAF
| Temporada | Torneo                       | Ronda             | Club              | Local | Visita | Global       |
| --------- | ---------------------------- | ----------------- | ----------------- | ----- | ------ | ------------ |
| 2020-21   | Copa Confederación de la CAF | Ronda Preliminar  | Fasil Kenema      | 2-0   | 1-2    | 3-2          |
| 2020-21   | Copa Confederación de la CAF | Primera Ronda     | Al-Ahly Trípoli   | 2-0   | 0-0    | 2-0          |
| 2020-21   | Copa Confederación de la CAF | Ronda de Play-Off | Raja Casablanca   | 2-0   | 0-1    | 1-1 (5-6 p.) |
| 2022-23   | Liga de Campeones de la CAF  | Primera ronda     | APR FC            | 3-0   | 0-1    | 3-1          |
| 2022-23   | Liga de Campeones de la CAF  | Segunda ronda     | Al-Ahly SC        | 0-1   | 0-3    | 0-4          |
| 2022-23   | Copa Confederación de la CAF | Playoff           | RS Berkane        | 1-0   | 0-0    | 1-0          |
| 2022-23   | Copa Confederación de la CAF | Fase de grupos    | Young Africans SC | 2-0   | 0-2    | 2° Lugar     |
| 2022-23   | Copa Confederación de la CAF | Fase de grupos    | AS Real Bamako    | 2-1   | 1-1    | 2° Lugar     |
| 2022-23   | Copa Confederación de la CAF | Fase de grupos    | TP Mazembe        | 1-0   | 2-0    | 2° Lugar     |
| 2022-23   | Copa Confederación de la CAF | Cuartos de final  | ASEC Mimosas      | 0-0   | 0-2    | 0-2          |
| 2024-25   | Liga de Campeones de la CAF  | Primera ronda     | AS PSI            | 2-0   | 1-0    | 3-0          |
| 2024-25   | Liga de Campeones de la CAF  | Segunda ronda     | MC Alger          | 1-0   | 0-2    | 1-2          |

## Entrenadores
- Hassouna Denguezli (1957–58)
- Slaïem (1958–59)
- Mokhtar Ben Nacef (1959–60)
- Rudi Gutendorf (1960–61)
- Ahmed Benfoul (1961–62)
- Qui Loscey (1962–67)
- Ameur Hizem (1967–68)
- Mostpha Jouili (1968–70)
- Qui Georgeovic (1970–72)
- Hamadi Hnia (1972–73)
- Ahmed Chkir (1973–74)
- Mostpha Jouili (1974–75)
- Kamel Benzarti (1975–76)
- Ameur Hizem (1976–78)
- Hedhili Ammar,  Khmaies Chkir,
  Zouhaier Jaafar (1978–79)
- Faouzi Benzarti (1979–82)
- Schult (1982–83)
- Radu,  Ameur Hizem (1983–84)
- Abdelhamid Zouba,  Lotfi Benzarti (1984–85)
- Lotfi Benzarti (1985–87)
- Ameur Dhib (1987–88)
- Gerhard (1988–89)
- Dominique Bathenay,  Nouri Besbes,
  Salah Gdich (1989–90)
- Hawner Tchilin (1990–91)
- Bouzid Chniti,  Ridha El May (1991–92)
- Faouzi Benzarti (1992–93)
- Ameur Hizem,  Lotfi Rhim,  Hédi Kouni,
  Kamel Chebli (1993–94)
- Ridha El May,  Zouhaier Jaafar (1994–95)
- Salah Gdich (1995–96)
- Jean-Yves Chay,  Youssef Soriati (1996–97)
- Lotfi Benzarti (1997–99)
- Habib Mejri,  Mokhtar Tlili (1999–00)
- Ali Fergani (2000–01)
- Faouzi Benzarti (2001–04)
- Lotfi Rhim (2004–2005)
- Faouzi Benzarti (2005–2006)
- Kais Yaacoubi,  Samir Jouili (2006–2007)
- Tony Hey (junio de 2007–agosto de 2007)
- Lotfi Rhim (2007–2008)
- Lotfi Rhim (julio de 2008–junio de 2009)
- Samir Jouili,  Henri Depireux (2009–2010)
- Lotfi Rhim (diciembre de 2009–abril de 2010)
- Jalel Kadri,  Faycal Ezzidi (2010–2011)
- Rachid Belhout (julio de 2011–diciembre de 2011)
- Dragan Cvetkovic (diciembre de 2011–2012)
- Chiheb Ellili (2012-2013)
- Lotfi Benzarti (2013)
- Mourad Okbi (2013-2015)
- Samir Jouili (2015)
- Lotfi Kadri (2015-2016)
- Lotfi Rhim (2016-2017)
- Skander Kasri (2017-2018)
- Lassaad Dribi (2018-2019)
- Lassaad Chabbi (2019-2021)
- Afouene Gharbi (2021)
- Mourad Okbi (2021)
- Faouzi Benzarti (2021-2022)
- Darko Novic (2022-2023)
- Imed ben Younes (interino) (2023-2023)
- Tarek Jani (interino) (2023-2023)
- Mohamed Kouki (2023-2025)
- Faouzi Benzarti (2025-)